# Антониос Паламидис
Антониос Йоани Паламидис (на гръцки: Αντώνιος Ιωάννη Παλαμίδης) е гръцки лекар, университетски преподавател.

## Биография
Роден е в 1876 година в Алмирос, Волоско. Завършва медицина. Работи като лекар в Атинския университет. Преподава медицина и в Цариградския университет. Поддържа връзки с митрополит Ириней Касандрийски и лекува пострадалите гърци при гръцката въоръжена пропаганда в Македония. Умира в 1914 г.